# Windows Phone 7
Windows Phone 7 — первый выпуск операционной системы Windows Phone для мобильных устройств, выпущенный по всему миру 21 октября 2010 года, а в США — 8 ноября 2010 года. Он работает на ядре Windows CE 6.0. 
Он получил несколько крупных обновлений, последним из которых стала Windows Phone 7.8, выпущенная в январе 2013 года и добавившая несколько функций, перенесенных из Windows Phone 8, например, более настраиваемый начальный экран.
Microsoft прекратила поддержку Windows Phone 7 8 января 2013 года, а Windows Phone 7.5 — 14 октября 2014 года. На смену ей пришла Windows Phone 8, выпущенная 29 октября 2012 года.

## История
Microsoft официально представила новую операционную систему Windows Phone 7 Series на Всемирном мобильном конгрессе в Барселоне 15 февраля 2010 года и раскрыла дополнительные подробности на MIX 2010 15 марта 2010 года. Окончательный SDK был представлен 16 сентября 2010 года. Позднее HP решила не выпускать устройства для Windows Phone, сославшись на то, что она хотела сосредоточиться на устройствах для своей недавно приобретенной webOS. Поскольку ее первоначальное название критиковалось за то, что оно было слишком сложным и «многословным», название операционной системы было официально сокращено до Windows Phone 7 2 апреля 2010 года. 
11 октября 2010 года генеральный директор Microsoft Стив Балмер объявил о 10 устройствах для запуска Windows Phone 7 с поддержкой HTC, Dell, Samsung и LG, продажи которых начнутся 21 октября 2010 года в Европе и Австралии и 8 ноября 2010 года в США. Устройства были доступны у 60 операторов в 30 странах, а дополнительные устройства будут запущены в 2011 году. После выпуска версии Windows Phone 7 «Mango» партнерами стали дополнительные производители, включая Acer, Fujitsu и ZTE. 
Windows Phone изначально поддерживала двадцать пять языков, а приложения были доступны через Windows Phone Store в 35 странах и регионах. Поддержка дополнительных языков и регионов была впоследствии реализована через обновления Mango и Tango для ОС соответственно.

## Удаленные функции
Хотя Windows Phone содержит много новых функций, ряд возможностей и определенных программ, которые были частью предыдущих версий вплоть до Windows Mobile 6.5, были удалены или изменены. 
Ниже приведен список функций, которые присутствовали в Windows Mobile 6.5, но были удалены в Windows Phone 7.0.

### Вызов
- Список прошлых телефонных звонков теперь представляет собой единый список, и его нельзя разделить на входящие, исходящие или пропущенные звонки[13]

### Синхронизировать
- Windows Phone не поддерживает USB-синхронизацию с календарем, контактами, задачами и заметками Microsoft Outlook в отличие от старых версий Windows Mobile с Desktop ActiveSync. Синхронизация контактов и встреч выполняется через облачные службы (Windows Live, Google или Exchange Server), и не предусмотрено никакого метода синхронизации этой информации напрямую с ПК. Стороннее программное обеспечение, такое как Akruto Sync, предоставляет часть этой функциональности. Была подана петиция в Microsoft с просьбой восстановить USB-синхронизацию для Outlook.

### Другое
- Adobe Flash[14]

### Функции, впоследствии реализованные в Windows Phone 7.5
- Вырезать, копировать и вставить
- Частичная многозадачность для сторонних приложений
- Подключение к точкам доступа Wi-Fi (беспроводным) со скрытым SSID, но без WPA
- Привязка к компьютеру
- Пользовательские рингтоны
- Универсальный почтовый ящик
- USSD-сообщения
- VoIP-звонки через отдельное приложение

### Функции, впоследствии реализованные в Windows Phone 8.0
- Съемные SD-карты
- USB-накопитель
- Передача файлов по Bluetooth
- Подключение к точкам доступа Wi-Fi (беспроводным) с использованием скрытого SSID и защиты WPA
- Загрузка корпоративных приложений извне
- VoIP и IP- видеозвонки интегрированы в приложение «Телефон»
- Поддержка документов Office с разрешениями безопасности
- Шифрование на устройстве
- Надежные пароли
- Полная поддержка Exchange
- Собственные приложения
- Полная фоновая многозадачность

### Функции, впоследствии реализованные в Windows Phone 8.1
- Безопасность IPsec (VPN)
- Системный файловый менеджер
- Вид «Неделя» в приложении «Календарь»
- Универсальный поиск
- Видеозвонки UMTS/LTE

## Аппаратное обеспечение
Чтобы обеспечить более единообразный опыт взаимодействия между устройствами, устройства Windows Phone 7 должны соответствовать определенному набору требований к оборудованию, которые Энди Лис, старший вице-президент Microsoft по мобильным коммуникациям, охарактеризовал как «жесткие, но справедливые». Все устройства Windows Phone 7, как минимум, должны включать следующее: 
| Емкостный экран с поддержкой 4-точечного мультитача и разрешением WVGA (480×800)                                                                    |
| ARM v7 «Cortex/Scorpion» – Snapdragon QSD8X50, MSM7X30 и MSM8X55                                                                                    |
| Графический процессор с поддержкой рендеринга DirectX9                                                                                              |
| 256 МБ ОЗУ (как у Tango) и не менее 4 ГБ флэш-памяти                                                                                                |
| Акселерометр , датчик внешней освещенности, датчик приближения и вспомогательный GPS                                                                |
| FM-радио тюнер |
| Шесть специальных аппаратных кнопок — кнопки «Назад», «Пуск», «Поиск», «2-ступенчатая камера», «Питание/Режим сна» и «Кнопки регулировки громкости» |
| Дополнительное оборудование: фронтальная камера, компас и гироскоп                                                                                  |

Ранее устройства Windows Phone 7 должны были иметь 512 МБ ОЗУ. С обновлением «Tango» требования были пересмотрены, чтобы разрешить чипсеты с более медленными процессорами, а также устройствам иметь минимум 256 МБ ОЗУ. Некоторые функции операционной системы и возможность установки определенных ресурсоемких приложений отключены на устройствах Windows Phone с объемом ОЗУ менее 512 МБ. 

## Прием
То, что Engadget и Gizmodo посчитали заметными упущениями в современной ОС для смартфонов в значительной степени было устранено в обновлении Mango. ZDNet похвалил виртуальную клавиатуру ОС и отметил превосходную точность касания, а также мощное программное обеспечение для автокоррекции и исправления. Сенсорная реакция ОС также получила всеобщую похвалу от всех трех сайтов, а рецензенты отметили плавность прокрутки и жесты, такие как сжатие для масштабирования при просмотре веб-страниц. PCWorld опубликовал статью под названием «Windows Phone 7: Катастрофа Microsoft», ссылаясь на то, что они называют «отсутствием безопасности, шокирующе плохими приложениями Office, интерфейсом, не имеющим резервной копии под капотом, и отказом от всей клиентской базы Microsoft». 
Интерфейс «Metro» (также называемый интерфейсом в современном стиле) и общий интерфейс ОС также получили высокую оценку за свой стиль, а ZDNet отметил его оригинальность и свежий чистый вид. Engadget и ZDNet приветствовали интеграцию Facebook в People Hub, а также другие встроенные возможности, такие как Windows Live и т.д.